# Castelul Jósika din Surduc
Castelul Jósika este o construcție tip conac din localitatea Surduc, județul Sălaj. Aceasta este înscrisă în Lista Monumentelor Istorice ca monument de importanță locală, categoria B, elaborată de Ministerul Culturii și Patrimoniului Național în anul 2010. Castelul a fost o lungă perioadă de timp locuința romancierului maghiar Miklós Jósika de Branyicska. Între pereții castelului a scris romanul istoric „Abafi”, stilul său fiind asemănat cu cel al scoțianului Walter Scott. Starea castelului este și astăzi relativ bună. Moștenitorii nu au cerut retrocedarea castelului, care este acum folosit de Agromec, împreună cu terenul aferent.

## Descriere

Localizarea actualei comune Brănișca în județul Hunedoara

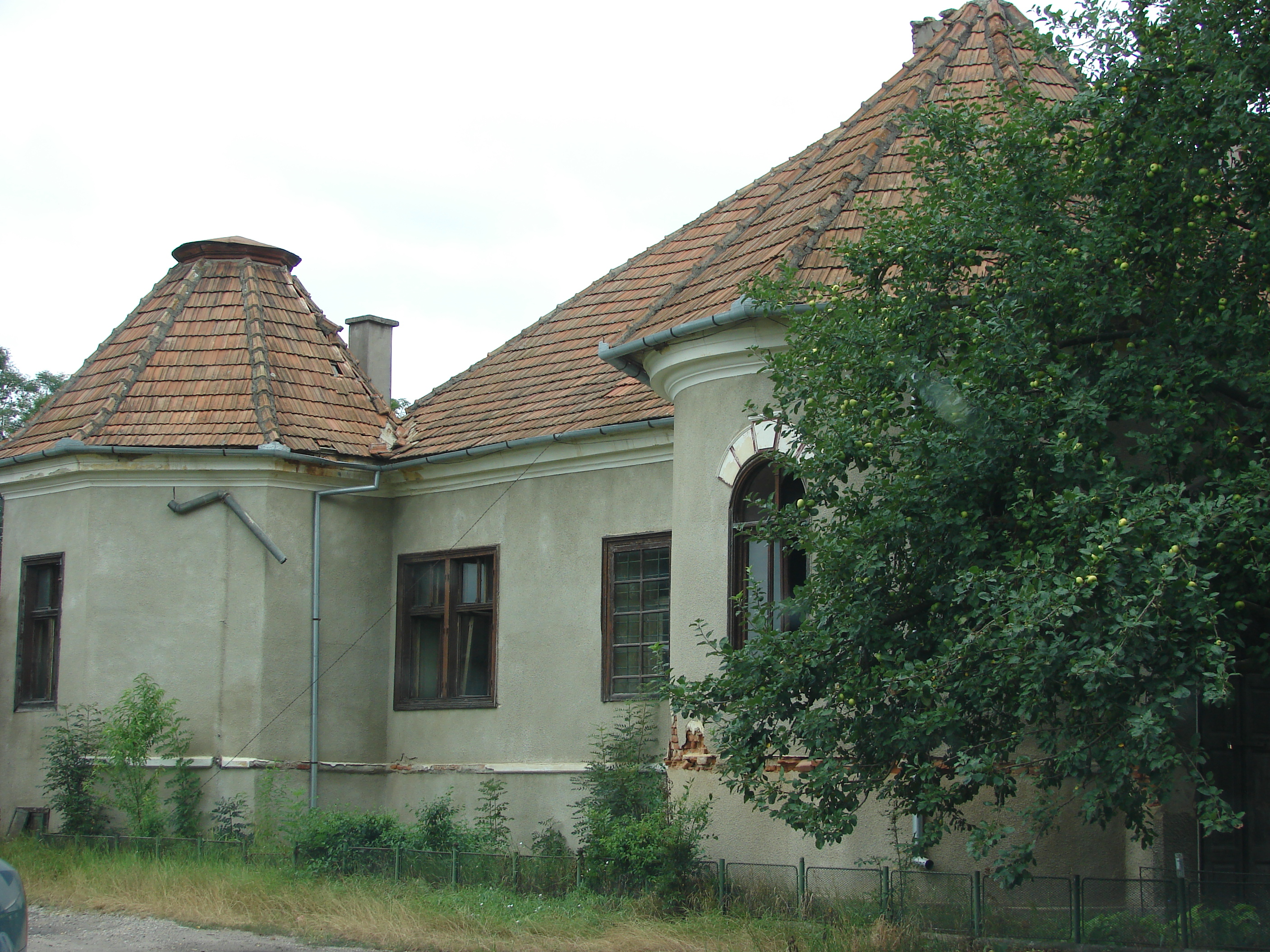
Fațada castelului Jósika

Un inventar păstrat din 1854 consemnează o clădire fomată din 17 încăperi, printre care biroul scriitorului și o capelă. Membri familiei Jósika au contribuit în mod decisiv la ridicarea și aspectul final al imobilului, care încă mai păstrează, în salonul principal, urme ale picturii originale. Familia Jósika de Branyicska era originară din zona de nord a actualului județ Hunedoara.
Castelul a avut și el un parc, unde ulterior au fost găsite mai multe fântâni și o statuie a Mariei Tereza. Pe aleea principală se găsește o biserică în stil baroc, iar salonul principal din castel era plin de tablouri deosebite. Piesele de mobilier erau sculptate manual, iar candelabrele surprindeau prin eleganță și rafinament. Intrarea în castel era străjuită de doi lei de piatră, mutați la sfârșitul anilor '70 în grădina Castelului Wesselényi din Jibou.
Castelul este simplu, construit pe un singur nivel, colțurile celor două fațade principale fiind accentuate de câte un bastion. Unul dintre bastioane este rotund, celălalt are o formă în plan hexagonală. Din bastionul rotund se deschidea odinioară intrarea principală, în fața acesteia aflându-se un pridvor mic, care astăzi nu mai este vizibil.

## Date istorice

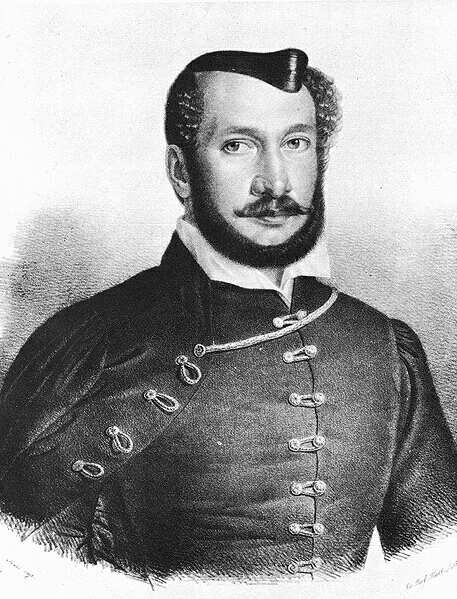
Miklós Jósika, scriitor maghiar născut în Turda

În secolul al XVII-lea, Surducul era în proprietatea familiei Csáky. Aveau un conac frumos, construit în mijlocul unui parc din care n-a mai rămas decât casa servitorilor. Conacul a fost transformat în castel probabil în secolul al XVIII-lea, deoarece la începutul secolului al XIX-lea este consemnat deja ca și castel. În anul 1810 ajunge în proprietatea familiei Jósika. Cel mai de seamă reprezentant al acestei familii a fost scriitorul Miklós Jósika. După prima căsătorie eșuată, încheiată cu Erzsébet Kállay, din localitatea Nagykálló (Ungaria), Miklós Jósika s-a retras în acest castel. Miklós a construit mai multe clădiri agricole cât și alte clădiri, și a reînviat domeniul. Apoi, castelul a fost moștenit de fiul lui Miklos, Leó (1827–1887), care i-a lăsat castelul fiicei sale, baroneasa Irén Jósika (1853–1940). Revoluționarii din '48 au deteriorat castelul, astfel în ultima treime a secolului al XIX-lea s-au necesitat alte lucrări de construcție.
Instaurarea regimului comunist în România a dus la transformarea castelului în stație de reparat tractoare. Multe dintre piesele valoroase de aici au dispărut ori au fost distruse. În prezent, castelul, împreună cu terenul aferent, aparțin companiei Agromec, înființată în 1991. În lipsa unor lucrări de reabilitare, edificiul este supus unui proces continuu de degradare.

## Cripta familiei Jósika
Conform unelor surse, Miklós Jósika a construit cripta în memoria tatălui său, în jurul anului 1825, pe locul unde principele Transilvaniei, Francisc Rákóczi al II-lea, a servit ultimul său prânz, alături de László Csáky. Se întâmpla în 1705, înaintea catastrofalei bătălii de la Jibou, pierdută în fața armatei imperiale conduse de generalul Ludwig von Herbeville. Inițial, în cripta acum goală și jefuită, au fost trei sicrie din fontă, două dintre ele având și ferestre. Deasupra ușii, încadrată între cărămizi, este așezată o placă albă cu inscripția în latină Parenti omnia pietas proculium posuit ano. MDCCCXXVII. Inscripția îi aparține sculptorului clujean originar din Debrețin Hirschfeld Friedrich și a fost realizată în 1828.